# Metalurg Skopje (piłka ręczna)
Rakometniot Kłub Metałurg Skopje (maced. РК Металург Скопје) – północnomacedoński klub piłki ręcznej mężczyzn powstały w 1971 r. z bazą w Skopju. Klub występuje w rozgrywkach Super T-Mobile League.

## Sukcesy
- Mistrzostwa Macedonii:
  -  2006, 2008, 2010, 2011, 2012
- Puchar Macedonii:
  -  2006, 2007, 2010, 2011, 2013
- Seha Liga
  - finalista 2011/12
  - trzecie miejsce 2012/13